# Domenico Olivieri
Domenico Olivieri (Genk, 16 januari 1968) is een voormalig Belgisch voetballer van Italiaanse afkomst die speelde als verdediger, doorgaans in de rol van libero. Hij voetbalde in Eerste klasse bij KRC Genk, Seraing en RAA La Louvière. 
Olivieri is anno 2024 aan de slag als assistent-coach bij KRC Genk onder trainer Thorsten Fink.

## Spelerscarrière

### Jeugd (1978–1988)
Domenico Olivieri werd in België geboren uit Italiaanse ouders. Rond 1978 sloot hij zich aan bij Park FC Houthalen en doorliep er de jeugdreeksen. In 1984 trok Thor Waterschei hem aan als jeugdspeler. Bij de fusie van Waterschei en KFC Winterslag in 1988, tot KRC Genk, kreeg Olivieri zijn eerste profcontract en debuteerde hij als verdediger in het eerste elftal van de fusieploeg die in Eerste klasse mocht starten. 

### KRC Genk (1988–1990)
Olivieri verwierf er een vaste basisplaats maar de ploeg degradeerde op het einde van het seizoen naar Tweede klasse. Genk eindigde er na de competitie op de vierde plaats maar kon via de eindronde toch opnieuw promoveren naar de hoogste afdeling.

### Seraing (1990–1994)
Olivieri verliet de ploeg en ging voetballen voor voormalig Eersteklasser RFC Sérésien, dat op dat moment gedegradeerd was naar Derde klasse. De ploeg promoveerde onmiddellijk naar Tweede klasse en in 1993 wist Olivieri met Seraing terug de promotie naar Eerste klasse af te dwingen. In haar eerste seizoen in de hoogste afdeling wist Seraing de derde plaats te behalen en dwong zo Europees voetbal af. 

### KRC Genk (1994–2000)
Op dat moment was KRC Genk terug gedegradeerd naar Tweede klasse en de ploeg zocht enkele sterkhouders om de verloren positie in de hoogste afdeling terug in te nemen. Olivieri keerde terug naar Genk om de verdediging te helpen organiseren. In zijn eerste seizoen werd de promotie gemist maar na het tweede seizoen eindigde Genk op de tweede plaats en kon het dankzij het faillissement van RFC Seraing, de vroegere club van Olivieri, terug haar plaats in de Eerste klasse innemen. Onder trainer Aimé Anthuenis beleefde Genk en libero Olivieri echte hoogdagen. Olivieri werd kapitein van de ploeg die de Beker van België won in 1998 en landskampioen werd in 1999. 
Anthuenis vertrok daarna naar RSC Anderlecht en werd opgevolgd door Jos Heyligen. De ploeg kon in het volgende seizoen haar ambities echter niet waarmaken. Heyligen werd ontslagen en onder diens opvolger Johan Boskamp kreeg Olivieri geen speelkansen meer. De ploeg won nog wel de Beker van België, maar Olivieri mocht slechts kort invallen tegen Standard Luik. De wedstrijd om de Belgische Supercup tegen Anderlecht in augustus 2000, die Genk met 3-1 verloor, werd de allerlaatste wedstrijd van het Genkse monument in de basiself. Hij paste helemaal niet meer in de plannen van Jan Boskamp. Zijn laatste optreden voor Genk was op 19 augustus 2000 in de thuiswedstrijd tegen KSC Eendracht Aalst op de tweede speeldag, die Genk met 3–1 won. Olivieri mocht twee minuten opdraven van Boskamp en verving rechtsachter Fritz Emeran.

### La Louvière (2000–2003)
Olivieri verliet Genk onmiddellijk daarna en trok naar RAA La Louvière, dat eveneens in Eerste klasse actief was. Pas op 18 november 2000 maakte hij zijn debuut voor de Wolven, tegen regerend landskampioen RSC Anderlecht nog wel. La Lou verloor echter met 2–0. Hij speelde er aanvankelijk onder de Belgische trainer Marc Grosjean en de Franse trainer Daniel Leclercq. De ploeg eindigde de volgende seizoenen in de middenmoot van de rangschikking. In zijn laatste seizoen, onder trainer Ariël Jacobs, speelde Olivieri meestal als vrije verdediger, ofwel libero. Vaak leidde hij een stugge vijfmansdefensie. In tegenstelling tot zijn jaren bij KRC Genk was hij niet de vaste aanvoerder. Dat was Thierry Siquet die een aantal keer als libero speelde wanneer Olivieri niet meespeelde. 
In 2003, tijdens zijn laatste seizoen bij La Louvière, won de ploeg wel de Beker van België nadat het de finale tegen STVV had gewonnen. In een eerder stadium had de ploeg zijn vroegere werkgever KRC Genk al uitgeschakeld. Olivieri nam op dat moment zelf de beslissende strafschop. Hij zette na het seizoen een punt achter zijn loopbaan op het hoogste niveau. In totaal speelde Olivieri 201 wedstrijden in Eerste klasse en scoorde daarbij zes doelpunten.

## Trainerscarrière
In 2006 ging Olivieri aan de slag bij zijn voormalige club KRC Genk, hij werd er trainer van de beloftenploeg. Onder zijn leiding werden toptalenten en later ook topvoetballers als Kevin De Bruyne, Thibaut Courtois, Jelle Vossen en Leandro Trossard van de beloften doorgeschoven naar de A-kern. In 2017 werd beslist dat Olivieri de overstap maakt naar de eerste ploeg van Genk waar hij de functie van assistent-coach op zich zal nemen. In deze functie pakte hij met Genk in het seizoen 2018/19 de landstitel. Op 20 september 2020 viel hij even in als interim-trainer na het ontslag van Hannes Wolf, Genk won die wedstrijd met 3-1 van KV Mechelen.

## Erelijst

### Als speler
| Competitie             |             |                  |             |             |
| Competitie             | Aantal      | Jaren            |             |             |
| RFC Seraing            | RFC Seraing | RFC Seraing      | RFC Seraing | RFC Seraing |
| ---------------------- | ----------- | ---------------- | ----------- | ----------- |
| Kampioen Derde klasse  | 1x          | 1990/91          |             |             |
| Kampioen Tweede klasse | 1x          | 1992/93          |             |             |
| KRC Genk               |             |                  |             |             |
| Landskampioen België   | 1x          | 1998/99          |             |             |
| Beker van België       | 2x          | 1997/98, 1999/00 |             |             |
| La Louvière            |             |                  |             |             |
| Beker van België       | 1x          | 2002/03          |             |             |

Als coach
| KRC Genk (beloften)         | KRC Genk (beloften) | KRC Genk (beloften) |
| --------------------------- | ------------------- | ------------------- |
| Beker van België (beloften) | 1x                  | 2016/2017           |

### Als assistent-coach
| Landskampioen België | 1x | 2018/19 |
| Beker van België     | 1x | 2020/21 |